# Rużyno
Rużyno (ros. Ружино) – wieś w Rosji, w Kraju Nadmorskim, w okręgu miejskim Lesozawodzka. W 2010 liczyła 563 mieszkańców.